# Je suis un assassin (film, 2004)
Pour les articles homonymes, voir Je suis un assassin.
Pour plus de détails, voir Fiche technique et Distribution.
Je suis un assassin est un film français réalisé par Thomas Vincent, sorti en 2004.

## Synopsis
Suzy pousse son mari, écrivain sans éditeur, à accepter le contrat que lui propose Kantor, un auteur célèbre en mal d'inspiration. C'est un contrat sanglant qui scelle le début d'un engrenage infernal.

## Fiche technique
- Titre original : Je suis un assassin
- Réalisation : Thomas Vincent
- Scénario : Maxime Sassier, Thomas Vincent d'après Le Contrat (The Hook), roman de Donald E. Westlake
- Scripte : Suzanne Durrenberger
- Casting : Brigitte Moidon (A.R.D.A.)
- Montage : Pauline Dairou
- Musique : Krishna Levy
- Image : Dominique Bouilleret (A.F.C.)
- Décors : Michel Barthélémy
- Costumes : Pascaline Chavanne
- Son : François Maurel, Raphaël Girardot, Olivier Dô Hùu
- Assistant réalisateur : Serge Onteniente Boutleroff
- Directeur de production : Éric Zaouali
- Production : Olivier Delbosc, Marc Missonnier

## Distribution
- François Cluzet : Ben Castelano
- Karin Viard : Suzy Castelano
- Bernard Giraudeau : Brice Kantor
- Anne Brochet : Lucie Kantor
- Jacques Spiesser : Kouznetsov
- Dominique Constanza : la dame en rose
- Antoine Chappey : capitaine Stéfanini
- Cécile Richard : lieutenant Bandera
- Bernard Bloch : le portier
- Pomme Bourcart : la serveuse au pansement
- Bernard Blancan : le gendarme-chef
- Thierry Calas : le gendarme
- Alain Figlarz : le costaud du restaurant
- Alain Mayol : le copain du costaud
- Jean-Marie Mondini : le copain du costaud
- Samuel Beer : le barman du TGV
- Anaëlle Hamdani : la chauffeuse de taxi
- Serge Onteniente Boutleroff : l'acteur
- Caroline Frank : l'amie de l'acteur
- Josselin Siassia : monsieur Diakité
- François Wang : le patron du restaurant chinois
- Agnès Aubé : la dame à la dédicace
- Charlotte Richard : la touriste allemande

## Autour du film
C'est le deuxième film où Karin Viard et François Cluzet jouent un couple, après France Boutique en 2003.